# Pakistanische Cricket-Nationalmannschaft in Simbabwe in der Saison 1994/95
Die Tour der pakistanischen Cricket-Nationalmannschaft nach Simbabwe in der Saison 1994/95 fand vom 31. Januar bis zum 26. Februar 1995 statt. Die internationale Cricket-Tour war Bestandteil der Internationalen Cricket-Saison 1994/95 und umfasste drei Tests und drei ODIs. Pakistan gewann die Test-Serie 2–1, während die ODI-Serie 1–1 unentschieden endete.

## Vorgeschichte
Simbabwe spielte zuvor in einem Benson & Hedges World Series 1994/95, Pakistan einen Test in Südafrika
Das letzte Aufeinandertreffen der beiden Mannschaften fand in der Saison 1993/94 in Pakistan statt.

## Stadien
Die folgenden Stadien wurden für die Tour als Austragungsort vorgesehen.
| Stadion            | Stadt    | Kapazität | Spiele                   |
| ------------------ | -------- | --------- | ------------------------ |
| Queens Sports Club | Bulawayo | 9.000     | 2. Test                  |
| Harare Sports Club | Harare   | 10.000    | 1. & 3. Test; 1 – 3. ODI |

## Kaderlisten
Die folgenden Kader wurden von den Mannschaften benannt.
| Test | Test | ODI | ODI |
| Simbabwe | Pakistan | Simbabwe | Pakistan |
| --- | --- | --- | --- |
| - Andy Flower (K, wk) - David Brain - Iain Butchart - Alistair Campbell - Stuart Carlisle - Mark Dekker - Grant Flower - Dave Houghton - Henry Olonga - Paul Strang - Bryan Strang - Heath Streak - Guy Whittall | - Saleem Malik (K) - Aamer Sohail - Aamer Nazir - Aaqib Javed - Akram Raza - Asif Mujtaba - Basit Ali - Ijaz Ahmed - Inzamam-ul-Haq - Kabir Khan - Manzoor Elahi - Rashid Latif (wk) - Saeed Anwar - Shakeel Ahmed - Wasim Akram | - Andy Flower (K, wk) - Mark Burmester - Alistair Campbell (wk) - Stuart Carlisle - Grant Flower - Dave Houghton - Malcolm Jarvis - Stephen Peall - Paul Strang - Bryan Strang - Heath Streak - Guy Whittall | - Saleem Malik (K) - Aamer Sohail - Aamer Nazir - Aaqib Javed - Akram Raza - Asif Mujtaba - Ijaz Ahmed - Inzamam-ul-Haq - Manzoor Elahi - Moin Khan (wk) - Rashid Latif (wk) - Saeed Anwar - Shakeel Ahmed - Wasim Akram |

## Tests

### Erster Test in Harare
| 31. Januar – 4. Februar Scorecard | Harare | Simbabwe 544-4d (165)                          | – | Pakistan 322 (124) & 158 (62) (f/o) |
|                                   |        | Simbabwe gewinnt mit einem Innings und 64 Runs |   |                                     |

Simbabwe gewann den Münzwurf und entschied sich als Schlagmannschaft zu beginnen. Als Spieler des Spiels wurden Andy und Grant Flower ausgezeichnet.

### Zweiter Test in Bulawayo
| 7. – 9. Februar Scorecard | Bulawayo | Simbabwe 174 (79.1) & 146 (58.3) | – | Pakistan 260 (94) & 61-2 (11.4) |
|                           |          | Pakistan gewinnt mit 8 Wickets   |   |                                 |

Simbabwe gewann den Münzwurf und entschied sich als Schlagmannschaft zu beginnen. Als Spieler des Spiels wurde Wasim Akram ausgezeichnet.

### Dritter Test in Harare
| 15. – 19. Februar Scorecard | Harare | Pakistan 231 (83.3) & 250 (95.1) | – | Simbabwe 243 (78) & 139 (59.4) |
|                             |        | Pakistan gewinnt mit 99 Runs     |   |                                |

Pakistan gewann den Münzwurf und entschied sich als Schlagmannschaft zu beginnen. Als Spieler des Spiels wurde Inzamam-ul-Haq ausgezeichnet.

## One-Day Internationals

### Erstes ODI in Harare
| 22. Februar Scorecard | Harare | Simbabwe 219-5 (50) | – | Pakistan 219 (49.5) |
|                       |        | Unentschieden       |   |                     |

Simbabwe gewann den Münzwurf und entschied sich als Schlagmannschaft zu beginnen. Als Spieler des Spiels wurden Saeed Anwar und Bryan Strang ausgezeichnet.

### Zweites ODI in Harare
| 25. Februar Scorecard | Harare | Simbabwe 209-5 (50)            | – | Pakistan 210-6 (48.3) |
|                       |        | Pakistan gewinnt mit 4 Wickets |   |                       |

Pakistan gewann den Münzwurf und entschied sich als Feldmannschaft zu beginnen. Als Spieler des Spiels wurde Inzamam-ul-Haq ausgezeichnet.

### Drittes ODI in Harare
| 26. Februar Scorecard | Harare | Simbabwe 222-9 (50)          | – | Pakistan 148 (43.3) |
|                       |        | Simbabwe gewinnt mit 74 Runs |   |                     |

Pakistan gewann den Münzwurf und entschied sich als Feldmannschaft zu beginnen. Als Spieler des Spiels wurde Andy Flower ausgezeichnet.